# Ion Vărgău

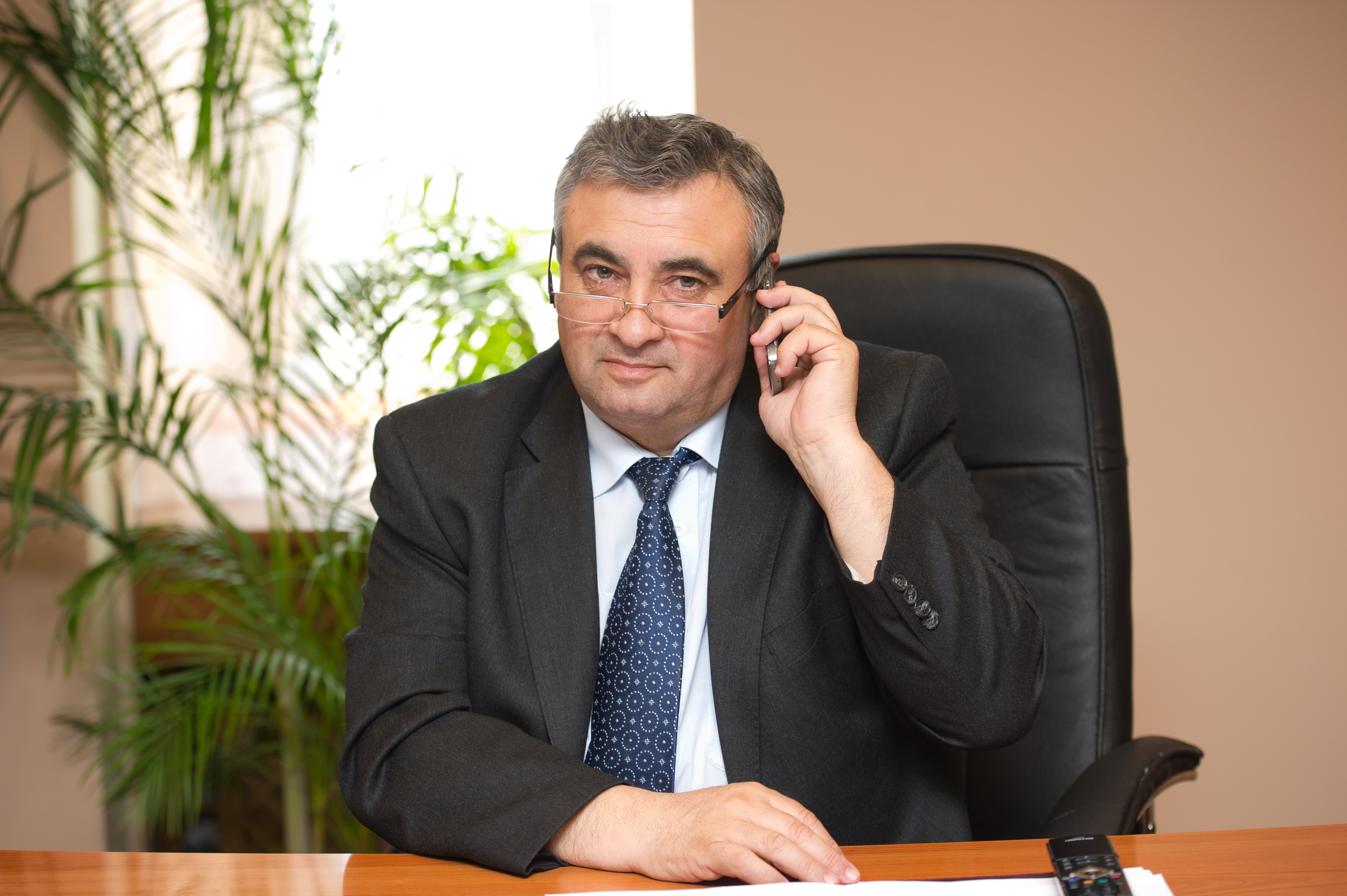
Senatorul Ion Vărgău

Ion Vărgău (n. 29 august 1957) este un fost senator român în legislatura 2004-2008 ales în județul Tulcea pe listele partidului PSD. Ion Vărgău a fost membru în grupurile parlamentare de prietenie cu Republica Cipru, Malaezia și Republica Peru. Ion Vărgău a înregistrat 100 de luări de cuvânt în 67 de ședințe parlamentare. Ion Vărgău a inițiat 11 propuneri legislative din care 3 au fost promulgate legi. 